# NGC 83
NGC 83 je galaksija u zviježđu Andromeda.

## Vanjske poveznice
- SEDS: NGC 0083